# Heptathela kimurai
Espèce
Synonymes
- Liphistius kimurai Kishida, 1920

Heptathela kimurai est une espèce d'araignées mésothèles de la famille des Liphistiidae.

## Distribution
Cette espèce est endémique de Kyūshū au Japon. Elle se rencontre dans la préfecture de Kagoshima.

## Description
Les femelles mesurent de 9,30 à 13,80 mm.

## Systématique et taxinomie
Cette espèce a été décrite sous le protonyme Liphistius kimurai par Kishida en 1920. Elle placée dans le genre Heptathela par Kishida en 1923.
Heptathela kimurai amamiensis a été élevée au rang d'espèce par Ono et Nishikawa en 1989.
Heptathela kimurai higoensis a été élevée au rang d'espèce par Ono en 1998.
Heptathela kimurai yanbaruensis a été élevée au rang d'espèce par Ono en 2009.

## Étymologie
Cette espèce est nommée en l'honneur d'Arika Kimura (木村有香) (1900-1996) qui a découvert l'holotype en 1920.

## Publication originale
- Kishida, 1920 : « Genteki no kumo Nihon ni sansu - Occurrence of a liphistiid spider in Japan. » Zoological Magazine, vol. 32, p. 360-363 (ja).